# Cunha Seixas
José Maria da Cunha Seixas (Trevões, São João da Pesqueira, 26 de março de 1836 — Lisboa, 27 de maio de 1895) foi um intelectual e filósofo, criador e adepto do pantiteísmo, uma dissidência do krausismo (panenteísmo) que tem por doutrina reconhecer a presença de Deus em todos os lugares e em tudo, mas propondo que apesar de Deus estar em tudo, Deus não se identifica com a coisa criada.

## Biografia
José Maria da Cunha Seixas nasceu na vila de Trevões, terceiro filho de outro José Maria da Cunha Seixas, um lavrador abastado, e de Maria Antónia de Azevedo e Cunha, natural do Rio de Janeiro.
As posses da família permitiram a contratação de preceptores privados para a educação dos nove filhos do casal, suprindo assim as limitações do professor régio da localidade. O fervor religioso de Maria Antónia levou a que fossem preferidos religiosos para a função, tendo cabido a educação de José Maria ao padre Caetano Esteves de Matos. Em consequência teve uma educação dentro dos cânones do mais estrito catolicismo, sendo-lhe destinada uma carreira eclesiástica. Após o falecimento precoce do pai, sua mãe, viúva aos 35 anos de idade, aumentou o seu fervor religioso, tornando-se mais estrita na educação dos filhos, efectivamente isolando-os das outras crianças e fazendo-os levar uma infância reclusiva.
Com apenas 14 anos de idade, em 1850, tomou ordens menores iniciando de seguida estudos de teologia. O isolamento em que cresceu e estrita educação católica a que foi submetido parecem ter influenciado a sua personalidade, deixando-o solitário e com poucas aptidões sociais. Manuel António Ferreira Deusdado, que privou com ele, descreve-o assim: "O José Maria da Cunha Seixas não foi nem poderia ser um político, porque lhe faltavam qualidades de adaptação; não poderia ser um dramaturgo, um romancista, porque na sua abstracção não tinha o jeito da observação social. Era excêntrico, ingénuo de mais; muitas coisas não as via, a sua boa-fé quase infantil prejudicou-o muitas vezes e gravemente."
Apesar de se ter matriculado no ano de 1858 nos cursos de teologia e filosofia da Universidade de Coimbra, aparentemente para ser eclesiástico, transferiu-se para a Faculdade de Direito daquela Universidade, onde se formou em 27 de Junho de 1864, aprovado Nemine discrepante, com honras de accessit, distinção que já obtivera nos três últimos anos do curso.
Ainda estudante em Coimbra iniciou-se como publicista, colaborando com artigos de crítica literária e de política em diversos periódicos, entre os quais O Viriato (Viseu), Comércio de Portugal, Jornal de Lisboa, Académico de Coimbra, Comércio de Lisboa, Jornal do Comércio, Distrito de Beja e muitos outros periódicos, em especial de Lisboa.
Terminado o curso, fixou-se em Lisboa, com banca de advogado e como professor de filosofia no Instituto de Ensino Livre de Lisboa. Manteve a sua intensa colaboração com periódicos diversos e fez-se sócio de diversas agremiações científicas, estabelecendo a sua reputação de intelectual.
Quando em 1878 vagou o lugar de professor de História Universal e Pátria do Curso Superior de Letras, Cunha Seixas apresentou-se a concurso com uma tese intitulada Princípios Gerais de Filosofia da História, na qual apresenta os traços fundamentais daquilo que viriam a ser as bases sistema pantiteísta. Foram opositores ao concurso Alberto Augusto de Almeida Pimentel, Manuel de Arriaga Brum da Silveira, Zófimo José Consiglieri Pedroso Gomes da Silva e José Maria da Cunha Seixas. Após Alberto Pimentel ter desistido os outros três concorrentes foram aprovados por unanimidade no mérito literário, sendo escolhido Consiglieri Pedroso, positivista e ex-aluno do Curso Superior de Letras, também por unanimidade.
Gorada a oportunidade de aceder à docência universitária, dedicou-se ao ensino liceal como professor de filosofia e à produção de compêndios e livros didácticos. Deixou uma vasta obra filosófica, no essencial em torno do sistema pantiteísta, uma ruptura original com o krausismo cuja matriz era a intuição primordial de que Deus está em tudo, como centro de todas as coisas e nelas manifestado. A falta de ligação ao mundo académico levou a que a obra passasse ao esquecimento, embora seja periodicamente revisitada por académicos e investigadores da história do pensamento português.
Faleceu em Lisboa, a 27 de Maio de 1895, com 59 anos de idade, deixando a parte mais importante da sua obra por publicar. Particularmente importante é a obra intitulada Princípios Gerais de Filosofia, obra de 1072 páginas, publicada postumamente por Ferreira Deusdado e por seu irmão Eduardo Augusto da Cunha Seixas. Ferreira Deusdado fez publicar apenas a primeira parte do livro, enquanto o irmão de Cunha Seixas publicou-o integralmente. A publicação integral precedeu à parcial e, ao que parece, não sofreu mutilações nem modificações.
Foi sócio da Associação dos Jornalistas e Escritores Portugueses, do Instituto de Coimbra, da Sociedade de Geografia de Lisboa, do Retiro Literário Português e de várias outras agremiações culturais e académicas.

## Obras publicadas
Para além de múltiplos artigos dispersos por periódicos de várias cidades, Cunha Seixas é autor das seguintes monografias:
- Ensaios de critica philosophica ou exposição do estado actual da philosophia. Lisboa: Typographia da Bibliotheca Universal, 1883, 367 p.
- A dotação do culto e do clero (ou exposição e analyse do projecto de lei do excellentissimo senhor Conselheiro Levy Maria Jordão). Lisboa: Typographia Portugueza, 1865, 88 p.
- A phenix ou a immortalidade da alma humana (Fragmento de um livro inedito). Lisboa: Lallemant Frères Typographos, 1870, 201 p.
- Elementos de moral segundo os programas das escholas normaes e dos Lyceus. 4ª ed. Lisboa: A. Ferreira Machado & Ca, Editores, 1893, 100 p.
- Estreias. Coimbra: Imprensa Literaria, 1864, 103 p.
- Estudos de litteratura e de philosophia segundo o systema pantitheista. Lisboa: Typographia da Bibliotheca Universal, 1884, 216 p.
- Galeria de sciencias contemporaneas. Porto: Imprensa Commercial de Santos Corrêa & Mathias, 1879, 365 p.
- Lucubrações historicas. Lisboa: Typographia de Lucas Evangelista Tôrres, 1885, 254 p.
- O pantitheismo na arte, canticos e poesias. Lisboa: Typographia da Bibliotheca Universal, 1883, 279 p.
- Phantasias d’amor. Lisboa: Empreza Litteraria Luso-Brasileira Editora, 1880, 196 p.
- Principios elementares de direito civil portuguez para uso dos Lyceus. Lisboa: Typographia Mattos Moreira, 1885, 143 p.
- Principios geraes de philosophia (precedida de um esboço historico da philosophia em Portugal no seculo XIX e de uma noticia biographica do auctor por Ferreira-Deusdado). Lisboa: Imprensa Lucas, 1897, 186 p.
- Principios geraes de philosophia da historia (Dissertação para o Curso Superior de Lettras). Lisboa: Typographia da Casa Progresso, 1878, 84 p.
- Principios geraes de philosophia. Lisboa: Imprensa Lucas, 1897, 1072 p.
- Theoria das acções de filiação illegitima. Lisboa: Typographia de Adolpho, Modesto & Ca, 1883, 352 p.
- Tratado de philosophia elementar para uso dos Lyceus. Lisboa: A. Ferreira Machado & Ca Editores, 1887, 672 p. v. 1 (psychologia).
- Uma digressão pela litteratura ou exposição das obras do Exmo. José Elias Soares Romeo Junior. Lisboa: Typographia Nova Minerva, 1881, 15 p.